# Piergiorgio Fasolo
Piergiorgio Fasolo (Mirano, 12 settembre 1953) è un attore italiano.

## Biografia
Si è formato alla scuola di recitazione del Teatro a l'Avogaria di Venezia, diretta dal regista Giovanni Poli.
Ha iniziato la sua attività professionale nel 1974 collaborando con alcuni tra i maggiori registi italiani ed europei, per poi entrare a far parte dei più importanti Teatri Stabili e compagnie di prosa italiani.

## Teatro
- La commedia degli zanni, da scritti anonimi, regia di Giovanni Poli (1974)
- Arlecchino servitore di due padroni di Carlo Goldoni, regia di Giorgio Strehler (1976)
- La storia della bambola abbandonata di Giorgio Strehler, ispirandosi ad Alfonso Sastre e Bertolt Brecht, regia di Giorgio Strehler (1977)
- Kean di Alexandre Dumas, regia di Aldo Trionfo (1980)
- Maschere (testi della Commedia dell'Arte), regia di Carlo Boso (1980)
- I pettegolezzi delle donne di Carlo Goldoni, regia di Sandro Sequi (1982)
- Iwona principessa di Borgogna di Witold Gombrowicz, regia di Massimo Navone (1982)
- Sior Todero brontolon di Carlo Goldoni, regia di Antonio Calenda (1983)
- Il campiello di Carlo Goldoni, regia di Sandro Sequi (1984)
- La piovana di Ruzante, regia di Gianfranco De Bosio (1986)
- L'adulatore di Carlo Goldoni, regia di Giorgio Pressburger (1986)
- Baal di Bertolt Brecht, regia di Roberto Guicciardini (1986)
- Tibet di Arthur C. Clarke, regia di Giuseppe Cauteruccio (1988)
- Le baruffe chiozzotte di Carlo Goldoni, regia di Gianfranco de Bosio (1988)
- La sorpresa dell'amore di Pierre de Marivaux, regia di Sandro Sequi (1989)
- I due gentiluomini di Verona di William Shakespeare, regia di Lorenzo Salveti (1989)
- Edipo di Renzo Rosso, regia di Pino Micol (1991)
- Il ventaglio di Carlo Goldoni, regia di Luigi Squarzina (1992)
- I rusteghi di Carlo Goldoni, regia di Massimo Castri (1992)
- L'idiota di Vincenzo Cerami, regia di Piergiorgio Fasolo (1992)
- Il teatro comico di Carlo Goldoni, regia di Maurizio Scaparro (1993)
- La Betìa ovvero in amore, per ogni gaudenza, ci vuole sofferenza, da La Betìa di Ruzante, regia di Gianfranco de Bosio (1994) – versione teatrale dell'omonimo film
- Una delle ultime sere di carnovale di Carlo Goldoni, regia di Giuseppe Emiliani (1995)
- Il malato immaginario di Molière, regia di Jacques Lassalle (1995)
- I due gemelli veneziani di Carlo Goldoni, regia di Giulio Bosetti (1996)
- La collina di Euridice di Paolo Puppa, regia di Giuseppe Emiliani (1997)
- La guerra di Carlo Goldoni, regia di Luigi Squarzina (1997)
- Se no i xe mati no li volemo di Gino Rocca, regia di Giulio Bosetti (1997)
- Dinner di Sandro Bajini, regia di Giuseppe Venetucci (2000)
- L'isola del tesoro di Robert Louis Stevenson, riduzione di Giuseppe Manfridi, regia di Luca De Fusco (2001)
- L'amore delle tre melarance di Edoardo Sanguineti da Carlo Gozzi, regia di Benno Besson (2001)
- Il ventaglio di Lady Windermere di Oscar Wilde, regia di Giuseppe Venetucci (2003)
- Il cerchio di gesso del Caucaso di Bertolt Brecht, regia di Benno Besson (2003)
- George Dandin o il marito confuso di Molière, regia di Luca De Fusco (2004)
- Le piccole volpi di Lillian Hellman, regia di Giuseppe Venetucci (2004)
- La trilogia della villeggiatura di Carlo Goldoni, regia di Luca De Fusco (2005)
- Il mercante di Venezia di William Shakespeare, regia di Luca De Fusco (2006)
- Un marito ideale di Oscar Wilde, regia di Giuseppe Venetucci (2006)
- La famiglia dell'antiquario di Carlo Goldoni, regia di Lluís Pasqual (2007)
- Edipo re, da Sofocle, regia di Lluís Pasqual (2008)
- Peccato che sia una sgualdrina di John Ford, regia di Luca De Fusco (2008)
- L'impresario delle Smirne di Carlo Goldoni, regia di Luca De Fusco (2009)
- L'affarista di Honoré de Balzac, regia di Antonio Calenda (2010)
- Sotto il cielo dall'Armenia a Berlino, da Berlino a Gerusalemme di Gianni Guardigli, regia di Giuseppe Venetucci (2013)
- Se mi avessero detto di Gianni Guardigli, regia di Giuseppe Venetucci (2013)
- Agamennone di Eschilo, regia di Luca De Fusco (2014)
- Cadorna 1914 di Marco Gnaccolini, regia di Alessio Nardin (2015)
- I rusteghi di Carlo Goldoni, regia di Giuseppe Emiliani (2015)
- Le baruffe chiozzotte di Carlo Goldoni, regia di Paolo Valerio (2017)
- Spettri di Henrik Ibsen, regia di Giuseppe Venetucci (2019)
- La casa nova di Carlo Goldoni, regia di Giuseppe Emiliani (2019)

## Filmografia

### Cinema
- Un amore perfetto, regia di Valerio Andrei (2001)

### Televisione
- Avvocati – serie TV (1998)
- Tre stelle, regia di Pier Francesco Pingitore – miniserie TV (1999)
- Il bello delle donne – serie TV (2001)
- L'impero, regia di Lamberto Bava – miniserie TV (2001)
- Vivere, regia di Marco Bassetti – soap opera (2001)
- Distretto di Polizia – serie TV, episodio 3x22 (2002)
- Casa famiglia 2 – serie TV (2003)
- Diritto di difesa – serie TV (2004)

## Radio
- Il giallo si addice ad Alice di Luigi Spagnol, regia di Giuseppe Venetucci (Rai Radio 2, 1998)
- Taccuino italiano, regia di Giuseppe Venetucci (Rai Radio 3, 1999)
- Blade Runner, regia di Giuseppe Venetucci (Rai Radio 2, 1999)
- Dialoghi impossibili, regia di Giuseppe Venetucci (Rai Radio 3, 2000)
- Il nome della rosa di Umberto Eco, regia di Giuseppe Venetucci (Rai Radio 2, 2005)